# La taverna dei quattro venti
La taverna dei quattro venti (Two Smart People) è un film del 1946 diretto da Jules Dassin.